# Dysphania (bướm đêm)
Dysphania là một chi bướm đêm thuộc họ Geometridae.

## Các loài
- Dysphania ares (Weymer, 1885)
- Dysphania bivexillata Prout, 1912
- Dysphania cyane (Cramer, [1780])
- Dysphania discalis (Walker, 1854)
- Dysphania electra Weymer, 1885
- Dysphania flavidiscalis Warren, 1895
- Dysphania glaucescens (Walker, 1861)
- Dysphania malayanus (Guérin-Méneville, 1843)
- Dysphania militaris (Linnaeus, 1758)
- Dysphania numana (Cramer, [1779])
- Dysphania percota (Swinhoe, 1891)
- Dysphania poeyii (Guérin-Méneville, 1831)
- Dysphania sagana (Druce, 1882)
- Dysphania snelleni (Pagenstecher, 1886)
- Dysphania subrepleta (Walker, 1854)
- Dysphania transducta (Walker, 1861)